# Дриады

На картине Эвелин де Морган

Дриады (др.-греч. Δρυάδες, ед. ч. Δρυάς, от δρῦς — дерево, в частности дуб) — в древнегреческой мифологии лесные нимфы, покровительницы деревьев. Очень многочисленная категория нимф. Происхождение Дриады Лесной нимфы связано с греческой мифологией. Согласно легенде, дриада рождалась вместе с деревом, которое росло в лесу. Душа леса обретала свою физическую форму и начинала защищать свое дерево от любых угроз. Дриады считались хранительницами жизни всех растений и лесной флоры, и помогали людям в заботе о лесах и охране природы.
Иногда дриады именовались по названиям деревьев. Самые древние из известных нимф — дриады, родившиеся из капель крови Урана и обитающие в Ясене (мелиады).
Дриады — немногие из нимф, которые смертны (на самом деле дриады не умирают, а просто засыпают). Считалось, что дриады неотделимы от дерева, с которым связаны и умирают, когда умрет дерево. Дриады имели красивую внешность. Они были изящными и высокими женщинами, обладали светлыми волосами и голубыми или зелеными глазами.
Дриады обладали удивительными способностями, которые позволяли им защищать свое дерево от любых угроз. Они могли вызывать ураганы и штормы, манипулировать растениями и животными, а также связываться со всей природой.
Существовало поверье, что люди, сажающие деревья и ухаживающие за ними, пользуются особым покровительством древесных нимф. Дриады не дадут ему пропасть в лесу, если он вдруг заблудился или с ним что-то случилось. А за безосновательное повреждение или уничтожение деревьев дриады могли сурово покарать человека, например лишить разума.
Самая известная из дриад — Дриопа.